# Noche que nadie duerme
La Noche que nadie duerme es una tradición llevada a cabo en Huamantla, en el estado mexicano de Tlaxcala. Debe su nombre al encabezado de una noticia del 25 de agosto de 1968 escrita por el director del periódico «El Sol de Tlaxcala», Alfonso Neri Castaneira. Consiste en la peregrinación de la imagen de la Virgen de la Caridad, por quien se celebra la feria en agosto, por las calles de la ciudad sobre tapetes elaborados de aserrín de diversos colores en la madrugada del 15 de agosto.

## Historia
Las procesiones de la Virgen comenzaron en el siglo XIX; sin embargo, en 1859 fueron suspendidas como consecuencia de conflictos sociales y religiosos que prevalecieron hasta la Guerra Cristera de 1926-1929 entre el gobierno de Plutarco Elías Calles y milicias de laicos, presbíteros y religiosos católicos. Estos resintieron la autonomía de la Iglesia Católica que, entre otras cosas, impedía el culto fuera de los templos.

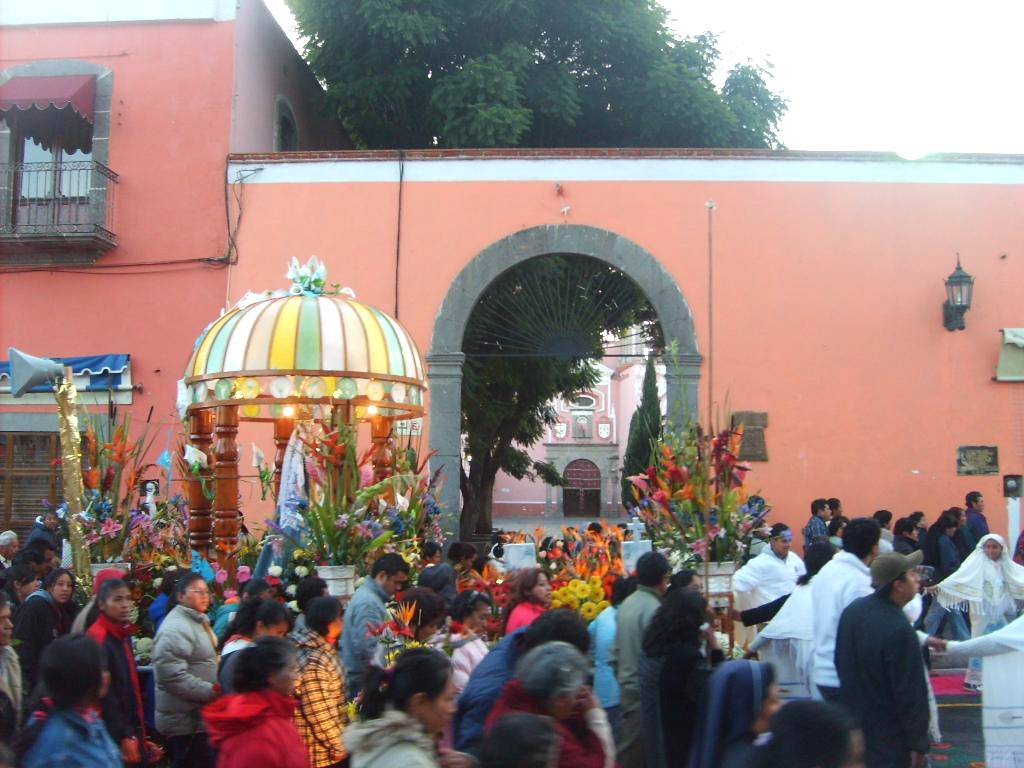
La imagen de la Virgen de la Caridad es sacada en procesión en su carro alegórico a recorrer las calles de la ciudad.

El 20 de julio de 1941 los vecinos de todos los barrios y centro de la población, por unanimidad, acordaron llevar en solemne procesión a María Santísima por las principales calles, a iniciativa de Miguel Montiel Olivares, presidente de la cofradía de Nuestra Señora de la Caridad, y de las señoras Catalina Corona y Dolores Sánchez. Este hecho sería el primer culto externo que se realizara en Huamantla después de la persecución religiosa. Así es que, entonces se dio la primera procesión de la Virgen en el siglo XX: el 15 de agosto de 1941, misma que salió del santuario a las 9:30 a. m. para iniciar su trayecto en la calle Juárez. El recorrido fue adornado con largos festones; en las esquinas colocaron portadas hechas de morillos forrados con ramas de álamo y capulín; los magueyes fueron arreglados con flores y banderitas, y se regaron flores a lo largo del camino. La procesión terminó a las 10 a. m. y desde entonces la tradición se mantiene vigente.
Para 1943, ya con un permiso del Presidente Manuel Ávila Camacho  para proceder con un culto externo (otorgado en1942), los vecinos contaban con una mejor organización y la procesión se llevó a cabo por primera vez sobre tapetes de aserrín confeccionados por los señores Antonio Salazar, Enedino Torres, José Lira y Bernardo Báez.
En repetidas ocasiones los aguaceros destruyen los tapetes a unas cuantas horas de que comience la procesión; no obstante, en la única fecha que se ha suspendido fue el 15 de agosto de 1969. Los demás años, la devoción y esmero de los huamantlecos han podido hacer frente a este inconveniente y han sido capaces de incluso rehacer los tapetes.

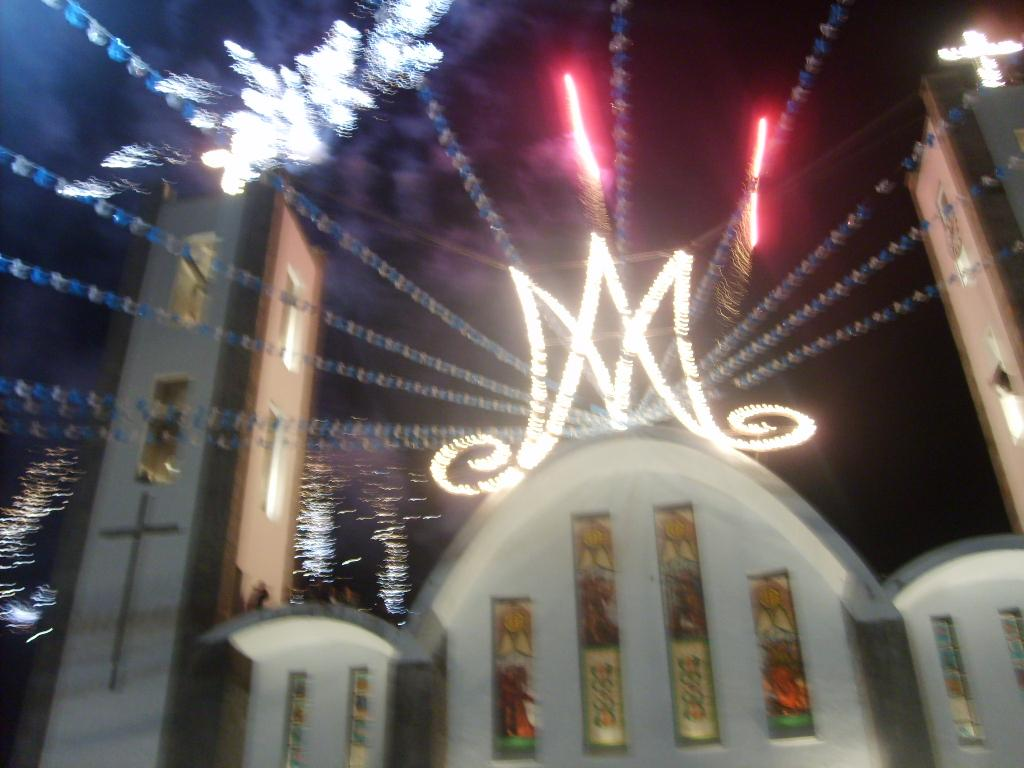
Tras salir la imagen de la patrona de su santuario, estalla la pirotecnia y repican las campanas de la basílica anunciando el comienzo de la procesión.

Esta celebración es internacionalmente conocida debido al gran colorido que la caracteriza, desde que cobró fama y popularidad la devoción por la imagen de la Virgen bajo la advocación de Virgen de la Asunción, que el pueblo después tituló con el nombre de Virgen de la Caridad, puesto que era sacada a las plazas de la ciudad para que la gente depositara de forma caritativa víveres y alimentos ante ella para entregarlos a los pobres que lo necesitaban.

Con el paso del tiempo y el aumento de la devoción a esta imagen de la Virgen María, eran cada vez más las personas que venían de varios puntos de la entidad a venerarla y visitarla durante su celebración patronal. Por esta razón, su antiguo santuario colonial de estilo barroco, construido en el siglo XVII, fue demolido para construir uno de dimensiones más grandes, y es el que actualmente aloja a la venerada imagen.

Aunque de mayores proporciones, de planta basílical de tres naves y un amplio atrio, su estilo es muy austero y su única decoración son una serie de vitrales de colores en el testero y el anagrama de María en la fachada.

En el atrio de la basílica también se confeccionan diariamente alfombras florales con temas religiosos desde el inicio del mes de agosto, que son sustituidas cada tres días por otras nuevas que realizan afamados alfombristas de la región y de otras partes del país.

Posterior a la Noche que nadie duerme, se realiza otra tradición que ha caracterizado a la feria de Huamantla, y que es la Huamantlada, que a imitación de Pamplonada en las Fiestas de San Fermín en Pamplona, es el encierro de toros de los que hombres y jóvenes envalentonados corren a toda prisa para evitar ser alcanzados, después de azuzarlos y provocar su propia persecución.

## Elementos de la fiesta

### Adornos
El recorrido en procesión de varios kilómetros que sigue la patrona de la ciudad acompañada por una multitud de fieles, está engalanado por tapetes multicolores con motivos bucólicos, florales y religiosos, que son bellas obras de arte efímeras dignas de admirarse, confeccionados por artesanos huamantlecos representando así una expresión del culto que le rinden a su patrona. Los diseños están basados en iconografía del arte prehispano y virreinal que dan como resultado motivos geométricos y fitomorfos.
Hoy en día este arte efímero es un patrimonio intangible del estado de Tlaxcala, según decreto realizado por el congreso estatal en el año 2011. La "Elaboración de alfombras y tapetes de Huamantla, fiesta y tradición de arte efímero" es además Patrimonio Cultural Inmaterial de México" según la constancia entregada por el INAH el 11 de Octubre del año 2023.
En marzo de 2024, los embajadores de México, Bélgica, España, Italia y Malta firmaron la nominación conjunta de "La tradición de las alfombras florales" para la Lista Representativa de Patrimonio Cultural Inmaterial de la Unesco, que recibirá fallo a finales de 2025.
La confección de estos tapetes en un espectáculo para el público desde que dan inicio, unas cuantas horas antes de iniciar el recorrido. Las calles son cerradas a la circulación, y los demás ornamentos se dejan ver: floreros, lámparas, pasacalles, arcos, iluminación, portadas de semillas colgantes y festones de colores, que aumentan la elegancia del decorado por donde más tarde pasará la procesión presidida por la imagen de la patrona en su carro alegórico. La belleza de estas obras termina una vez que pasa la multitud sobre ellas siguiendo el paso a la Virgen.

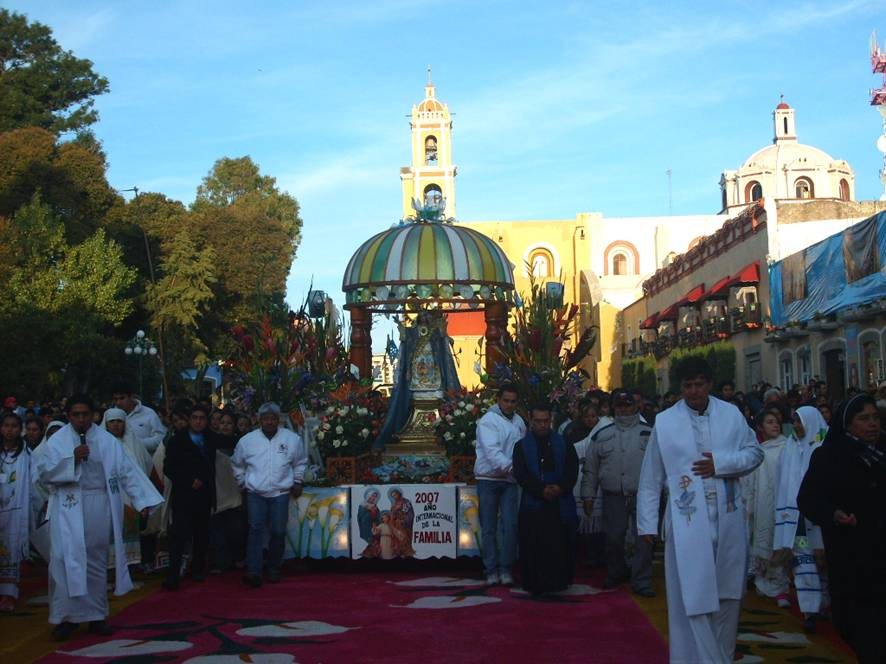
Durante la procesión que dura hasta el amanecer, la imagen de la Virgen es llevada a recorrer las principales calles previamente adornadas.

### Alfombras y Tapetes
Las alfombras tienen una función rogativa, de alabanza y agradecimiento por las bendiciones recibidas como la salud y la abundancia en las cosechas, por lo que esos frutos de la tierra son los que se ofrendan. Las más espléndidas se realizan durante todo el mes de agosto en el atrio de la Basílica de la Caridad en la fiesta patronal.
Son cerca de 25 tipos diferentes de flores y aproximadamente 3 mil manojos, los cuales son utilizados para elaborar los tapetes. Las flores más utilizadas son las rosas, gardenias y girasoles. También se usan semillas, frutas de temporada, metales, vidrios y una infinidad de elementos que comenzaron a añadir sus creadores. El costo oscila entre los 40 y 50 mil pesos por tapete.
La comunidad y los artistas de Huamantla diferencian dos expresiones colectivas: las alfombras y los tapetes.

#### Las alfombras

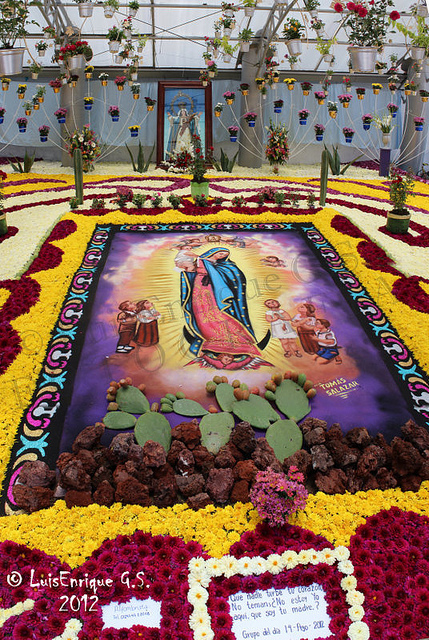
Imagen de una alfombra a partir de una imagen religiosa

Las alfombras son composiciones elaboradas a partir de una imagen religiosa central, que es enmarcada con decoraciones hechas con flores multicolores. La función de las alfombras es contemplativa. Están elaborados a mano principalmente con tierras de colores naturales y flores. Su elaboración es minuciosa en el detalle, logrando reproducir con tal realismo las figuras representadas que se asemejan a pinturas al óleo, el tiempo aproximado para la elaboración de una alfombra es de 12 horas.

#### Los tapetes
Los tapetes son composiciones de grecas que combinan formas geométricas y otras inspiradas en la naturaleza, como formas de flores y aves. Los tapetes se utilizan como decoración sobre la cual transita la procesión que acompaña el recorrido de la Virgen de la Caridad, patrona de la población,  el día 15 de agosto de cada año. Es de admirar el trabajo colectivo que realizan los vecinos de la población, ya que los tapetes se confeccionan durante la noche y madrugada anterior al día de fiesta y cubren una extensión de alrededor de 60 mil metros cuadrados, más de 10 km de recorrido de la procesión.

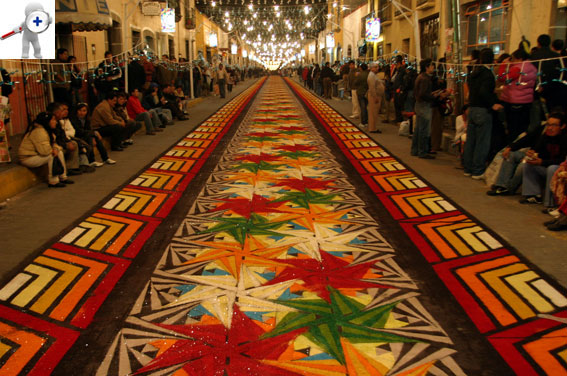
Imagen de un tapete a partir de figuras geométricas

### Acompañantes
Desde la primera procesión es una costumbre que la Virgen sea custodiada por niñas y jovencitas que hacen una enorme valla tomadas de la mano. Las acompañantes hoy en día visten con diseños de Amparo Díaz: vestido blanco y largo bordado de manta acompañado de una capa y el rebozo. El vestido tiene mangas y la parte de abajo cuenta con un bordado de grecas prehispánicas; sin embargo, en la década de los cincuenta se vistieron de manolas, y en otras ocasiones usaron trajes de aldeanas holandesas.

### Recorrido
Cada año comienza cuando la Virgen sale de la Basílica, al término de la misa de las 12 a. m. del 15 de agosto. Son más de 7 km los recorridos por las principales calles de la ciudad en un total de 9 horas acompañado de rezos, plegarias y ovaciones. Se visitan otros templos de la ciudad haciendo paradas, quemando fuegos pirotécnicos y entonando cánticos, durando toda la madrugada hasta el amanecer del día 15. Es así cuando al regresar la multitud de personas con la imagen de la Virgen de nuevo a su santuario, estallan los aplausos entre los asistentes, y en el atrio de la Basílica varias bandas musicales entonan Las mañanitas y se hacen diversas representaciones de bailes típicos de la región. Mientras tanto, en el interior del santuario se celebra la Eucaristía.

### Vestido
El atuendo de la Virgen es un vestido que, junto con el manto que lo acompaña, se borda cada año por un grupo estimado de 40 personas. El tiempo de la elaboración de este y del manto es de tres meses. Cada 12 o 13 de agosto, se viste a Nuestra Señora de la Caridad por las mañanas y sale a la misa con vestido y manto nuevo.

### Imagen
La imagen de la Virgen de Nuestra Señora de la Caridad fue tallada en Córdoba, España, y traída a México en el siglo XVIII. Hoy en día, es posible apreciar que la imagen cuenta con una palma de oro obsequiada por Porfirio Díaz, como agradecimiento después de que ganara la Batalla de Tecoac en 1867.